# جورجي إيلي
جورجي إيلي (مواليد 4 يونيو 1927) هو ملاكم روماني، مثّل بلاده في الألعاب الأولمبية الصيفية 1952.

## روابط خارجية
جورجي إيلي على موقع أوليمبيديا (الإنجليزية)